# Lauda Air Italia
Lauda Air S.p.A. (Lauda Air Italia) è stata una compagnia aerea italiana fondata nel settembre 1991 da Niki Lauda, passata sotto il controllo della holding Livingston Aviation Group nel settembre del 2005.

## Storia
La società nacque già nel settembre 1990 da un'idea dell'ex campione di Formula 1 Niki Lauda: stabilire in Italia una forte aerolinea charter per sfruttare al meglio il mercato e creare nuove sinergie con la capo-fila austriaca. L'amministratore delegato che è stato al timone per quasi tutta l'attività della compagnia è l'Ing. Andrea Molinari.
Le prime attività di volo debuttarono nell'autunno 1993 con un solo aeromobile a lungo raggio Boeing 767-300ER, per poi iniziare incrementare la flotta fino a quattro esemplari. Operava più che altro voli charter a lungo raggio nella zona caraibica (Messico, Repubblica Dominicana, Giamaica, Cuba), in Africa in paesi come Kenya e Tanzania e nell'Oceano Indiano (Maldive). Nei periodi di maggior richiesta da parte dei tour operator venivano operati anche voli a corto/medio raggio prevalentemente per il Mar Rosso e anche Ibiza.
Incoraggiato dai risultati Niki Lauda decise un altro passo in controtendenza: collegamenti regionali con velivoli di bassa-media capienza. Tali attività debuttarono il 26 marzo 1996 ma, visti gli scarsi risultati, furono interrotte alla fine del mese di ottobre. I velivoli utilizzati erano i bireattori Canadair CRJ.
Nel frattempo, nella capo-fila austriaca, erano avvenuti alcuni cambiamenti: alla fine del 2000 era divenuta una sussidiaria della compagnia di bandiera Austrian Airlines e in questa confluiranno tutte le attività di volo nel 2005. Per questo Niki Lauda prese la sofferta decisione di disfarsi della sussidiaria italiana che fu venduta al Gruppo Ventaglio.Inevitabilmente le attività di volo confluirono nel mese di settembre in quelle di Livingston SpA, controllata dal Gruppo. Successivamente i B767 furono sostituiti da tre Airbus A.330-200. La Livingston ottenne il diritto di continuare a utilizzare il marchio Lauda a tempo indeterminato. 

## Flotta
Evoluzione della flotta
- da febbraio 2003:
  - B767-300 OE-LAT Enzo Ferrari (cn 25273/393) • (Amadeus Class 24 / Economy Class 234)
  - B767-300 OE-LAW Ayrton Senna (cn 26417/448) • (Amadeus Class 24 / Economy Class 234)
  - B767-300 OE-LAX James Dean (cn 27095/467) • (Amadeus Class 24 / Economy Class 234)
- da dicembre 2003:
  - B767-300 OE-LAT Enzo Ferrari (cn 25273/393) • (Amadeus Class 24 / Economy Class 234)
  - B767-300 OE-LAW Ayrton Senna (cn 26417/448) • (Amadeus Class 24 / Economy Class 234)
  - B767-300 I-LLAG George Harrison (cn 25137/377) • (Amadeus Class 24 / Economy Class 234) livrea mista Lauda-Livingston
  - A330-200 I-LIVM Playa Maroma (cn 551) • (18 Jacaranda Class / 279 Economy Class)
- da giugno 2004:
  - B767-300 OE-LAT Enzo Ferrari (cn 25273/393) • (Amadeus Class 24 / Economy Class 234)
  - B767-300 I-LLAG George Harrison (cn 25137/377) • (Amadeus Class 24 / Economy Class 234) livrea mista Lauda-Livingston
  - A330-200 I-LIVM Playa Maroma (cn 551) • (18 Jacaranda Class / 279 Economy Class)
  - A330-200 I-LIVN Gran Dominicus (cn 597) • (18 Jacaranda Class / 279 Economy Class)
- da ottobre 2004:
  - A330-200 I-LIVM Playa Maroma (cn 551) • (18 Jacaranda Class / 279 Economy Class)
  - A330-200 I-LIVN Gran Dominicus (cn 597) • (18 Jacaranda Class / 279 Economy Class)
  - A330-200 I-LIVL Andilana (cn 627) • (18 Jacaranda Class / 279 Economy Class)

Riepilogo tipo di aerei utilizzati
- 4 Boeing 767-300 I-LLAG • OE-LAT • OE-LAW • OE-LAX
- 3 Airbus A330-200 I-LIVL • I-LIVM • I-LIVN
- 2 Canadair Regional Jet CRJ-100LR OE-LRC • OE-LRH
- 1 Boeing 737-400 OE-LNI Janis Joplin